# MV Werften Wismar
MV Werften Wismar est un chantier naval situé à Wismar en Allemagne.

## Historique
Le 27 avril 1946, une usine de réparation navale de l'Armée rouge est fondée à Wismar et est remise à l'administration publique allemande le 1er janvier 1947. Après la reprise de l'ancien chantier naval de la Hanse, l'incorporation des terrains de l'ancien chantier naval « Hafenschmiede » et « Schröder und Schackow », l'entreprise publique (Volkseigener Betrieb) est rebaptisée VEB Mathias-Thesen-Werft Wismar (VEB MTW) le 31 octobre 1951. En 1959, la MTW et d'autres entreprises de construction navale fusionnent pour former la Vereinigung Volkseigener Betriebe (VVB) Schiffbau. Le développement de structures organisationnelles de type groupe, que l'on peut généralement observer dans le secteur industriel de la RDA, s'est poursuivi en 1979 avec la transformation de VVB Schiffbau en combinat de construction navale de Rostock.
Dans les années 1950, un grand nombre de navires de haute mer sont fabriqués pour la flotte marchande et de pêche de la RDA, d'autres pays du Comecon et du marché international. En 1960, le lancement d'un paquebot de croisière en RDA, le Fritz Heckert, a lieu à Wismar.
De 1982 à 1985, d'importantes modernisations permettent de mettre le chantier naval au niveau technique de l'époque.
Dans le cadre des réformes économiques en RDA, le Mathias-Thesen-Werft Wismar GmbH est fondée le 1er juin 1990. MTW appartient alors à Deutsche Maschinen- und Schiffbau AG. Après le changement de nom en 1992 en MTW Schiffswerft GmbH, MTW signifiant Meerestechnik Wismar, le rachat par Bremer Vulkan Verbund AG a suivi en août 1992.
De 1994 à 1998, des modernisations ont lieu grâce à des investissements d'environ 1 milliard de DM, bien que Bremer Vulkan dépose le bilan en 1996. Le 1er mai 1998, le groupe norvégien Aker RGI reprend le chantier naval, qui s'appelle désormais Aker MTW. À partir du moment où le groupe Kvaerner a été intégré au groupe existant Aker Yards (2002), l'ancien Kvaerner Warnow Werft Rostock GmbH et Aker MTW Werft coopèrent sous le nom d'Aker Ostsee.
En 2008, Aker Yards vend la majorité de ses parts à un fonds d'investissement russe. La transaction prend effet rétrospectivement au 1er janvier 2008 et, à partir du 22 septembre, les chantiers navals prennent le nom de Wadan Yards.
Le 5 juin 2009, des filiales allemandes du Wadan Yards Group AS, y compris la Wadan Yards MTW GmbH de Wismar, se déclarent en cessation de paiements auprès du tribunal de Schwerin. Les actifs de la Wadan sont acquis par un investisseur russe, Vitaly Yusufov.
En octobre 2009, les travaux ont repris dans l’entreprise, mais de nouvelles commandes étaient initialement en attente. Ce n’est qu’en 2010 que la construction d’un pétrolier nordique AT 19 conçu pour les conditions arctiques pour l’entreprise russe MMC Norilsk Nickel, d’une valeur de près de 100 millions d’euros, a pu commencer. Depuis 2010, la société est impliquée dans le secteur offshore avec la construction de plates-formes et de navires spéciaux  . En décembre 2012, le chantier naval a reçu un contrat du gouvernement russe pour la construction de deux navires de sauvetage et de récupération pour l’Arctique.
En mars 2016, la compagnie de navigation malais-chinoise Genting Hong Kong a acquis les chantiers navals nordiques pour un prix d’achat de 230 millions d’euros, le chantier naval de Wismar était évalué à 108,5 millions d’euros. Les chantiers navals de Wismar, de Warnemünde et de Stralsund devaient opérer sous le nom de "Lloyd Werft Group" et fabriquer des navires de croisière en collaboration avec Lloyd Werft Bremerhaven. En juillet 2016, la création de MV Werften, basée à Wismar, a été annoncée. Les navires de croisière sont maintenant construits exclusivement aux chantiers navals.
Le 20 mars 2020, la production des projets de construction navale en cours a été suspendue et le chantier naval a été temporairement fermé. Cela était justifié par les restrictions opérationnelles dues à la pandémie de COVID-19. Norddeutscher Rundfunk a signalé que le groupe du chantier naval avait des difficultés à payer les factures pour le deuxième navire de croisière et yacht d’expédition de classe mondiale, Crystal Endeavor, construit sur les sites de Warnemünde et de Stralsund; Les chantiers navals de MV ont contacté la KfW et demandé un soutien en liquidités dans le cadre du programme spécial Corona.
Le 10 janvier 2022, l’entreprise a déposé son bilan.
Le 10 juin 2022, le chantier naval a été vendu à ThyssenKrupp Marine Systems, qui prévoit construire des navires dans le chantier à partir de 2025. Entre-temps, le projet Global Dream, achevé à 80 %, doit être terminé ; en novembre 2022, le groupe Disney a acquis le bâtiment, qui sera achevé et transformé sous la direction de Meyer Werft, et il entrera en service en 2025. L’administrateur d’insolvabilité a loué les installations du chantier naval à Meyer Werft pendant la construction du navire de croisière.
TKMS construira des sous-marins Type 212 CD pour l'Allemagne et la Norvège et des navires de recherche,,, tel que le Polarstern II en 2030,,.
TKMS prévoit également de construire des plates-formes de conversion, mais aucune commande n'a été reçue jusqu'à présent,,,,,.
La construction de corvettes (MEKO A-400) est également prévue, mais aucune commande n'a encore été passée.